# Flughafen Mirny

i8
i11
i13
Der Flughafen Mirny (IATA-Code: MJZ, ICAO-Code: UERR) ist der Flughafen der Bergbaustadt Mirny in der Republik Sacha im nordöstlichen Teil des asiatischen Russlands.

## Lage

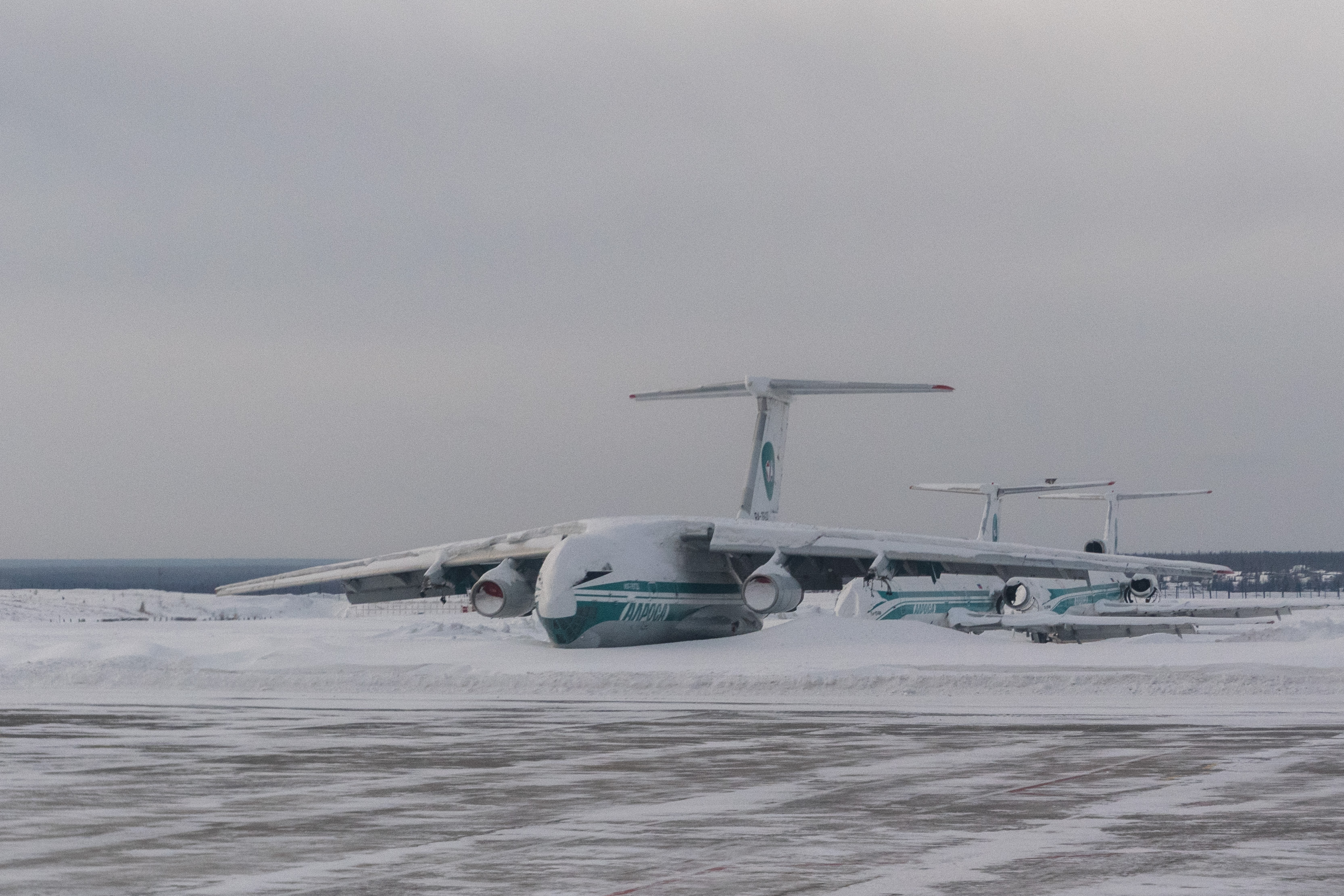
Flughafen Mirny, Februar 2019

Der Flughafen liegt ca. 4 Kilometer östlich der Stadt und ist mit einer betonierten Landebahn von 2800 Metern Länge ausgestattet und liegt auf einer Höhe von 352 Metern.
Der Flugplatz ist die Basis der Fluggesellschaft Alrosa Airlines, die auch den Flughafen betreibt.

## Zwischenfälle
Von 1968 bis Januar 2022 kam es am Flughafen Mirny und in seiner näheren Umgebung zu 5 Totalschäden von Flugzeugen. Bei einem davon kamen 11 Menschen ums Leben. Beispiele:
- Am 8. August 1968 verunglückte eine Antonow An-10A der sowjetischen Aeroflot (Luftfahrzeugkennzeichen CCCP-11172) auf dem Flughafen Mirny. Als während des Landeanflugs das Fahrwerk ausgefahren wurde, fiel das linke Hauptfahrwerk zu Boden. Die Piloten entschlossen sich zu einer Notlandung auf einem unbefestigten Streifen am Flughafen. Nach dem Aufsetzen drehte die Maschine nach links und kollidierte mit einem Fahrzeug. Das Flugzeug wurde irreparabel beschädigt. Alle Insassen überlebten den Unfall.[5]

- Am 25. Juni 1969 brach bei einer Antonow An-12 der Aeroflot (CCCP-11380) während der Landung auf dem Flughafen Mirny das rechte Hauptfahrwerk ab. Das Flugzeug wurde irreparabel beschädigt. Alle Insassen überlebten den Unfall.[6]

- Am 12. Oktober 1969 wurde eine Antonow An-10 der Aeroflot (CCCP-11169) auf dem Flughafen Mirny bei der Landung vor der verschobenen Landeschwelle auf der verschneiten Landebahn aufgesetzt. Dabei wurde das Flugzeug irreparabel beschädigt. Alle Insassen überlebten den Unfall.[7]